# Salangane de Whitehead
Aerodramus whiteheadi
Espèce
Synonymes
- Collocalia whiteheadi Ogilvie-Grant, 1895
(protonyme)

Statut de conservation UICN

 DD  : Données insuffisantes
La Salangane de Whitehead (Aerodramus whiteheadi) est une espèce d'oiseaux de la famille des Apodidae.

## Répartition
Cette espèce est endémique des Philippines.